# Jos de Mey
Jos de Mey (* 10. Februar 1928 in Sint-Denijs-Westrem, Belgien, Provinz Ostflandern; † 22. Dezember 2007 in Gent) war ein flämischer Künstler und Grafiker. De Mey studierte an der Königlichen Akademie der Schönen Künste in Gent und wurde bekannt durch seine Bilder „unmöglicher“ Figuren, die auf optischen Täuschungen beruhen. Seine surrealistischen Zeichnungen erinnern an die Werke vom M. C. Escher, René Magritte und Sandro Del-Prete.
Er studierte von 1942 bis 1949 an der Königlichen Akademie der Schönen Künste in Gent und wurde dort 1950 als Lehrkraft angestellt. Er unterrichtete an der Akademie Innenarchitektur und Farbharmonie. 1970 wurde die Architekturausbildung aus der Akademie ausgegliedert und so wurde Mey Dozent am neuen Städtischen Höheren Architekturinstitut. Er lehrte dort bis 1980. Mehrmals war er auch als Gastdozent am Institut für Farbpsychologie in Salzburg tätig.
In den 1950er- und 1960er-Jahren unterhielt er ein eigenes Atelier für Innenarchitektur, Farbenlehre und Möbeldesign. Ab 1968 wandte er sich der Tätigkeit als Kunstmaler zu. In dieser Zeit machte er eine Entwicklung durch, die ihn vom abstrakten Konstruktivismus zu einem Realismus mit falschen Perspektiven sowie  unmöglichen figürlichen Darstellungen und Konstruktionen. Die Schwerpunktsetzung auf Architektur und Natur in seinen Werken führte ihn zur räumlichen Struktur, Fragen des Lichteinfalls und der Materie.
De Mey lebte in Zomergem.